# Artem Mikoïan
Artem Ivanovitch Mikoïan, ou Mikoyan (en arménien : Արտեմ Հովհաննեսի Միկոյան ; en russe : Артём Ива́нович Микоя́н), né le 5 août 1905 à Sanahin (gouvernement de Tiflis, Empire russe, aujourd'hui en Arménie) et mort le 9 décembre 1970 à Moscou, est un concepteur d’avion arméno-soviétique, en partenariat avec Mikhaïl Gourevitch, formant le bureau d'études MiG.

## Biographie
Après avoir été ouvrier tourneur à Rostov-sur-le-Don, il fut conscrit. Après son service militaire, il entra à l’académie de la force aérienne Joukovski, obtenant son diplôme en 1937. Il coopéra avec Polikarpov avant d’être nommé chef du nouveau bureau d'études à Moscou en décembre 1939. Ensemble avec Mikhaïl Gourevitch, il créa un bureau pour concevoir une série de chasseurs. En mars 1942, le bureau fut renommé OKB MiG (Ossoboïé Konstrouktorskoïé Bouro), ANPK MiG (Aviatsionny naoutchno-proïzvodstvenny komplex) et OKO MiG. Le MiG-1 ne fut pas un très bon début, le MiG-3 ne trouva pas sa niche et les suivants furent des prototypes de recherche.
Le MiG-9 de 1946 apparut dans l’immédiat après guerre, basé sur des avions à réaction allemands capturés, et des informations fournies par la Grande-Bretagne et les États-Unis. Puis le prototype I-270 devint le MiG-15 dont 15 000 exemplaires furent construits. À partir de 1952, Artem Mikoïan conçut aussi les systèmes de missiles destinés à être adaptés à ses avions. Il continua à produire des chasseurs à haute performance pendant les années 1950 et 1960.
Il reçut deux fois la plus haute distinction civile, la décoration de Héros du travail socialiste, et fut six fois député du Soviet suprême. Son frère aîné Anastase était un homme politique soviétique de premier plan.
Après la mort de Mikoïan, le nom du bureau d'études fut changé de Mikoïan-Gourevitch en simplement Mikoïan. Cependant la désignation resta MiG. Son épouse Zoïa est décédée en 2000.

## Distinctions
Principaux titres et décorations, classés par ordre de préséance :
- Deux fois Héros du travail socialiste :

le 20.04.1956
le 12.07.1957 (médaille no 47)
- Six fois l'ordre de Lénine
- Ordre de la Révolution d'Octobre
- Ordre du Drapeau rouge
- Ordre de la Guerre patriotique de 1re classe
- Ordre de l'Étoile rouge
- Prix Lénine (1962)
- Six fois le prix Staline (1941, 1947, 1948, 1949, 1952, 1953)
- Médaille pour la Défense de Moscou (1944)
- Médaille pour la victoire sur l'Allemagne dans la Grande Guerre patriotique de 1941-1945 (1945)